# 콘드론 볼파크
앨프리드 에이 먹 케썬 필드의 칸드런 패멀리 볼파아크는 플로리다 대학의 대학 야구 경기장이며 플로리다 케이터스 야구 팀의 홈구장이다. 콘드런 볼파아크는 대학의 소프트볼 경기장인 케이티 시쇼울 프레슬리 경기장과 라크로스 경기장인 디즈니 경기장 에 인접해 있는 플로리다의 게인즈빌 캠퍼스에 있다.

## 동명
경기장 이름은 플로리다 대학 졸업생이자 플로리다 운동 프로그램에 큰 기부를 한 성공적인 플로리다 은행가, 사업가 및 정치인인 앨프리드 에이 먹 케썬 의 이름을 따서 명명되었다. 먹케선은 1980년대와 1990년대에 UF 야구 시설의 재건 및 개선을 위해 $800,000 상당을 기부했으며 페리 필드에 지어진 경기장은 그의 이름을 따서 명명되었다.
경기장 자체의 이름은 미국 최고의 경공업 단지 제조업체 중 하나인 콜란 회사의 설립자이자 또 다른 UF 졸업생인 개리 콜드론의 이름을 따서 지어졌다. 콜드론은 1970년대에 게이토스를 위한 야구 경기를 직접 관람했으며 호킨스 아카데믹스의 건설, 스티븐 C. 오코넬 센터의 개조 및 경기장 자체의 건설을 위해 최소 3천만 달러를 기부했다. 야구장은 플로리다가 테네시와 경기를 개최하기 직전인 2022년 4월 22일에 "콘드론 패밀리 야구장"으로 개명되었다.

## 시설
현재 경기장 시설은 약 7,000명의 팬을 수용할 수 있는 콘크리트와 철골 구조로 언론 박스, 매점 스탠드, 홈팀과 원정팀을 위한 라커룸, 코칭스태프 사무실이 있습니다. 경기장에는 4,000개의 의자 등받이, 700개의 클럽 좌석 및 2,000명 이상의 관중을 위한 베른 좌석이 있다. 이 디자인은 360도 중앙 홀, 그늘막 캐노피 및 야외 좌석 관람석을 통합한다.

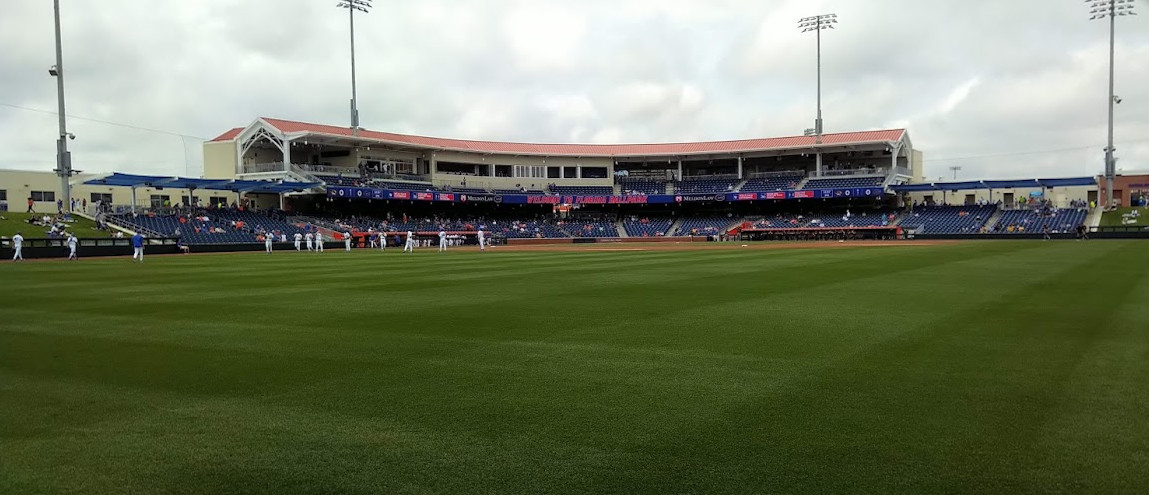
외야에서 관중석의 모습

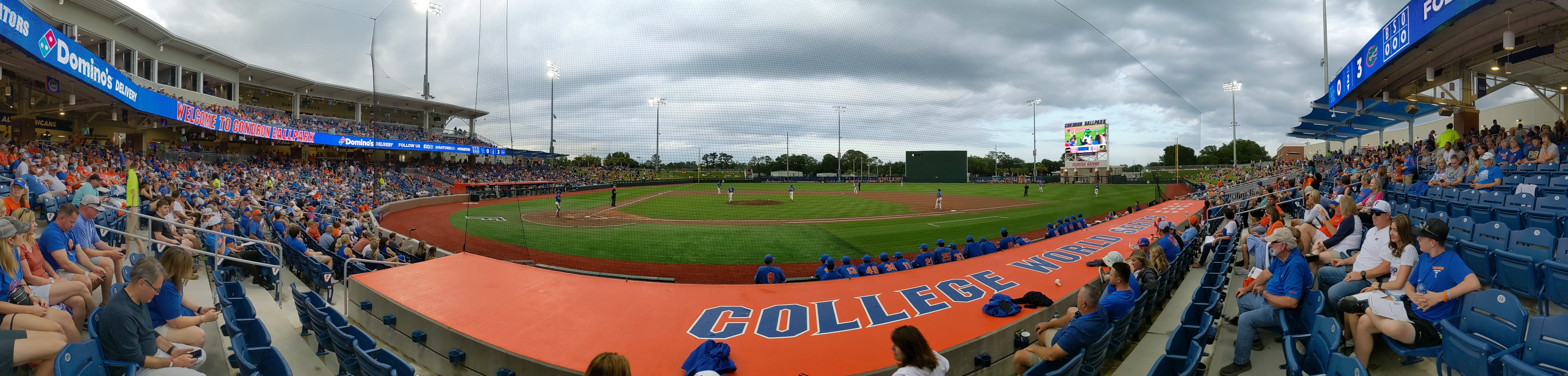
1기선의 파노라마